# Providence (Nueva York)
Providence es un pueblo ubicado en el condado de Saratoga en el estado estadounidense de Nueva York. En el año 2000 tenía una población de 1,841 habitantes y una densidad poblacional de 16 personas por km².

## Geografía
Providence se encuentra ubicado en las coordenadas 43°6′15″N 73°3′9″O / 43.10417, -73.05250.

## Demografía
Según la Oficina del Censo en 2000 los ingresos medios por hogar en la localidad eran de $43,194, y los ingresos medios por familia eran $45,202. Los hombres tenían unos ingresos medios de $33,125 frente a los $22,833 para las mujeres. La renta per cápita para la localidad era de $18,853. Alrededor del 6.4% de la población estaban por debajo del umbral de pobreza.